# Parque Botánico Barón Carlos María Schüel
Der Parque Botánico Barón Carlos María Schüel ist ein urbanes Naturschutzgebiet in San Salvador de Jujuy, Argentinien. Er gehört zur Bergkette Los Perales und befindet sich im gleichnamigen Viertel. Das Schutzgebiet umfasst eine Fläche von 15,5 Hektar in einer Höhenlage zwischen 1334 und 1463 Metern über dem Meeresspiegel.

## Geschichte
Die Gründung geht auf Verwaltungsvorschriften und private Spenden zurück, die seine schrittweise Institutionalisierung festigten. Zunächst legte das Provinzdekret Nr. 5122 von 1968 die formelle Annahme einer Landübertragung durch den Bürger Luis Octavio Baca fest, die zur Schaffung eines Parks bestimmt war. Später wurde durch das Provinzdekret 282-H von 1982 eine zwischenbehördliche Vereinbarung zwischen der Gemeinde San Salvador de Jujuy, der Provinzregierung von Jujuy und der Nationalen Universität von Jujuy formalisiert, um einen botanischen Park einzurichten.
Der offizielle Name des Parks ehrt Carlos María Schüel, der 1857 in Mähren geboren wurde und 1927 in Jujuy starb. Als ausgebildeter Agraringenieur und Bohrtechniker ließ er sich 1906 in der Provinz Jujuy nieder, wo er die Leitung des Unternehmens El Petróleo Argentino Ltd. übernahm. Über zwei Jahrzehnte hinweg entwickelte er eine intensive multidisziplinäre Tätigkeit in Bereichen wie Archäologie, Erdölgeologie, Zoologie, Botanik und Paläontologie und etablierte sich als Pionierforscher der Region.
Der botanische Park hat den Status eines kommunalen Naturschutzgebiets unter der Verwaltungshoheit der Gemeinde San Salvador de Jujuy. Seit 2023 ist das Gebiet offiziell in das Provinzsystem der geschützten Naturgebiete integriert.

## Ziel, Mission und Vision
Der städtische botanische Park Carlos María Schüel hat zum Ziel, ein natürliches Gebiet mit hohem ökologischem, landschaftlichem und kulturellem Wert im städtischen Umfeld von San Salvador de Jujuy zu erhalten. Seine Abgrenzung sollte eine Umwandlung durch städtische Expansion verhindern und gleichzeitig die ökologische Integrität sowie die öffentliche Zugänglichkeit sicherstellen. Er besteht aus Bereichen, die als Schutzwälder fungieren und deren Existenz die lokale Biodiversität bewahren sowie essentielle ökologische Dienstleistungen für die Gemeinschaft bieten soll. Die Mission des Parks konzentriert sich auf die Bereitstellung eines zugänglichen städtischen Raums zur Erhaltung des natürlichen und kulturellen Erbes, mit besonderem Schwerpunkt auf den Yungas-Ökosystemen. Durch Forschungs-, Bildungs- und Umweltbewusstseinsaktivitäten soll die Verbindung zwischen Gesellschaft und natürlicher Umwelt gestärkt werden.

## Fläche
Der Park erstreckt sich über 15,5 Hektar mit niedrigen Erhebungen zwischen 1400 und 1500 Metern über dem Meeresspiegel. Er weist nach Norden, Süden und Westen ausgerichtete Hänge auf, von denen einige steil abfallen. Zu seinen geografischen Besonderheiten zählen der Eingangsbereich bei 22,16583° südlicher Breite und 65,31142° westlicher Länge auf 1334 Metern Höhe sowie der Aussichtspunkt Mangrullo bei 24,16352° südlicher Breite und 65,30930° westlicher Länge auf 1462 Metern Höhe.

## Klima
Das Klima im Park ist mild und gemäßigt mit einer durchschnittlichen Jahrestemperatur von 16 °C und einer geringen jährlichen Temperaturamplitude von etwa 11 °C. Die Niederschläge betragen im Durchschnitt 850 mm pro Jahr. Die Sommermonate sind warm ohne extreme Temperaturen und verzeichnen 75 % der Jahresniederschläge. Der Winter ist mild und trocken, obwohl in den frühen Morgenstunden Minustemperaturen auftreten können.

## Ökoregion
Der botanische Park liegt an einem Hang der Los Perales-Bergkette innerhalb der Yunga-Ökoregion und gehört zu den durch Dekret Nr. 3807 festgelegten Schutzwäldern von Jujuy. Er entspricht der Höhenstufe des Bergwaldes (Selva Montana) zwischen 700 und 1500 Metern über dem Meeresspiegel in einem relativ trockenen Abschnitt im Vergleich zu anderen Gebieten gleicher Höhe innerhalb derselben Ökoregion. Diese Zone weist eine dichte und vielfältige Vegetation auf, die für ihre hohe Konzentration an Pflanzen- und Tierarten bekannt ist.

## Ökosystemleistungen
Als Teil des Yungas-Waldes bietet der botanische Park eine Reihe entscheidender Ökosystemleistungen für das städtische Umfeld und seine Bewohner. Zu seinen wichtigsten Funktionen gehören Wassergewinnung, thermische Regulierung, Luftreinigung und Filterung von Schwebstoffen. Zudem wirkt er als natürliche Schallschutzbarriere, mildert die Auswirkungen von Flusshochwassern und reduziert die Erosion an Hängen. Seine Vegetation bietet auch Lebensraum für lokale Wildtiere, ermöglicht direkten Naturkontakt und verbessert durch Steigerung der Lebensqualität das allgemeine Wohlbefinden der umliegenden Bevölkerung.

## Flora
Auf den Wanderwegen lassen sich verschiedene Baumarten des einheimischen Waldes finden und identifizieren. Die Vegetation entspricht dem Bergwald-Distrikt der phytogeografischen Provinz Yungas und umfasst verschiedene Stockwerke der einheimischen Flora des Tals von San Salvador de Jujuy. Zudem sind vom Menschen eingeführte Arten zu beobachten.
Zu den typischen Baumarten im Park gehören der Jujuy-Korallenbaum (Erythrina falcata), der Tipubaum (Tipuana tipu), die Argentinische Walnuss (Juglans australis), der Cedro coya (Cedrela angustifolia, früher Cedrela lilloi), der Horco cebil (Parapiptadenia excelsa), der Pata (Agonandra excelsa), der Gelbe Trompetenbaum (Tecoma stans), der Carnaval (Senna spectabilis), der Chal-chal (Allophylus edulis), der Horco molle (Blepharocalyx salicifolius), der Pacará (Enterolobium contortisiliquum) und der Coronillo (Gleditsia amorphoides). Auch typische Arten der Chaco-Vegetation wie der Piquillín (Condalia microphylla) und die Tusca (Vachellia aroma) sind vorhanden.

## Fauna
Vögel sind die auffälligsten und vielfältigsten Organismen im botanischen Park. Zu den typischsten und auffälligsten Arten gehören der Riesentukan (Ramphastos toco), der Grauhals-Sumpfhuhn (Aramides cajaneus), der Dunkle Guan (Penelope obscura), der Schwefeltyrann (Pitangus sulphuratus), die Blaueschelschwalbe (Notiochelidon cyanoleuca), der Hauszaunkönig (Troglodytes aedon), der Plüschhaubenkrähe (Cyanocorax chrysops), der Rotbauchdrossel (Turdus rufiventris), der Yungas-Tangare (Chlorospingus ophthalmicus), der Braunkappen-Waldsänger (Myioborus brunniceps), die Weißkehl-Buschammer (Atlapetes torquatus), die Morgenammer (Zonotrichia capensis) und der Krähenstirnvogel (Psarocolius decumanus). Im Schutzgebiet leben auch einige Spießhirsche (Mazama sp.).

## Tourismus
Wandern und geführte Spaziergänge
Der Park verfügt über markierte Wanderwege mit drei Schwierigkeitsgraden, die die Erkundung seiner Biodiversität ermöglichen. Geführte Spaziergänge vermitteln Wissen über Pflanzenarten und die Geschichte des Ortes.
Panoramaaussichtspunkte
Von mehreren erhöhten Punkten im Park haben Besucher Aussicht auf die Stadt und ihre Umgebung.
Picknickbereiche
Der Park bietet ausgewiesene Picknickplätze.
Vogelbeobachtung
Die Pflanzenvielfalt des Parks zieht zahlreiche Vogelarten an.
Veranstaltungen und Workshops
Im Winter organisiert der Park Bildungsveranstaltungen und Workshops zu Gartenbau, Umweltschutz und anderen Themen.
Besucherzentrum
Der Park verfügt über ein Besucherzentrum, das eine Einführung in den Wert des Naturschutzgebiets bietet.